# 로체스터 레드윙스
로체스터 레드윙스(Rochester Red Wings)는 미국 뉴욕주 로체스터를 연고지로 하는 마이너 리그 베이스볼 팀으로, 메이저 리그 팀 워싱턴 내셔널스의 산하 트리플 A 구단이다. 박병호가 2016~2017 시즌 동안 뛰었다.